# Андроново (Брестская область)
Андро́ново (бел. Андронава) — деревня в Кобринском районе Брестской области Белоруссии. Входит в состав Батчинского сельсовета.
По данным на 1 января 2016 года население составило 600 человек в 206 домохозяйствах.
В деревне расположен магазин.

## География
Деревня расположена в 6 км к северо-западу от города и станции Кобрин, в 58 км к востоку от Бреста, у автодороги Р102 Кобрин-Каменец.
На 2012 год площадь населённого пункта составила 1,27 км² (127 га).

## История

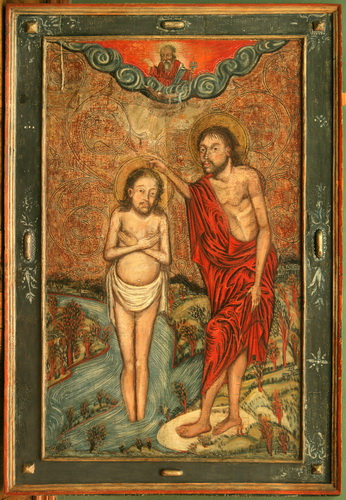
Богоявление, икона середины XVIII века из андроновской Покровской церкви, ныне в экспозиции Национального художественного музея, Минск

Населённый пункт известен с 1465 года как «Андроновская земля». Из андроновской Покровской церкви происходит икона Богоявление (середина XVIII века), выставленная в Национальном художественном музее в Минске.
В 1563 году Андроново — «остров на грунте» села Батчи. В разное время население составляло:
- 1886 год: 23 двора, 264 человека;
- 1897 год: 53 двора, 329 человек;
- 1905 год: 452 человека;
- 1921 год: 35 дворов, 183 человека;
- 1940 год:11 дворов, 77 человек;
- 1970 год: 458 человек;
- 1999 год: 132 хозяйства, 339 человек;
- 2005 год: 153 хозяйства, 417 человек;
- 2009 год: 494 человека;
- 2016 год[2]: 206 хозяйств, 600 человек;
- 2019 год[1]: 565 человек.